# Neoathyreus catharinae
Neoathyreus catharinae är en skalbaggsart som beskrevs av Bates 1887. Neoathyreus catharinae ingår i släktet Neoathyreus och familjen Bolboceratidae. Inga underarter finns listade i Catalogue of Life.